# Lorius
Lorius là một chi chim trong họ Psittacidae.

## Các loài
Chi này gồm các loài và phân loài:
Lorius Vigors 1825
- Lorius garrulus (Linnaeus 1758)
  - Lorius garrulus flavopalliatus Salvadori 1877
  - Lorius garrulus garrulus (Linnaeus 1758)
  - Lorius garrulus morotaianus (Bemmel 1940)
- Lorius domicella (Linnaeus 1758)
- Lorius lory (Linnaeus 1758)
  - Lorius lory cyanauchen (Muller, S 1841)
  - Lorius lory erythrothorax Salvadori 1877
  - Lorius lory jobiensis (Meyer, AB 1874)
  - Lorius lory lory (Linnaeus 1758)
  - Lorius lory salvadorii Meyer, AB 1891
  - Lorius lory somu (Diamond 1967)
  - Lorius lory viridicrissalis Beaufort 1909
- Lorius hypoinochrous Gray, GR 1859
  - Lorius hypoinochrous devittatus Hartert 1898
  - Lorius hypoinochrous hypoinochrous Gray, GR 1859
  - Lorius hypoinochrous rosselianus Rothschild & Hartert 1918
- Lorius albidinucha (Rothschild & Hartert 1924)
- Lorius chlorocercus Gould 1856